# Everybody (utwór muzyczny Tanela Padara, Dave’a Bentona i 2XL)
Everybody – utwór estońskich wokalistów Tanela Padara i Dave’a Bentona oraz projektu 2XL, napisany przez Maian-Anna Kärmas i Ivara Musta oraz wydany w formie singla w 2001.
W maju 2001 zwyciężył w finale 46. Konkursu Piosenki Eurowizji.

## Historia utworu
Muzykę do piosenki stworzył Ivar Must, a tekst napisała Maian-Anna Kärmas. W 2001 utwór został zgłoszony do Eurolaul 2001, estońskich selekcji do 46. Konkursu Piosenki Eurowizji, które ostatecznie wygrał, zdobywszy największą liczbę 77 punktów od komisji jurorskiej, w której skład weszli: Anders Berglund (Szwecja), Mannfred Witt (Niemcy), Moshe Datz (Izrael), Linda Martin (Irlandia), Marlain (Cypr), Michael Leggo (Wielka Brytania), Jørgen Olsen (Dania) i Bo Halldorsson (Islandia).
W maju został zaprezentowany przez wykonawców jako 20. konkursowa propozycja i zwyciężył po zdobyciu łącznie 198 punktów, w tym najwyższych not 12 punktów z Grecji, Łotwy, Litwy, Malty, Polski, Słowenii, Holandii, Turcji i Wielkiej Brytanii. Podczas występu Tanelowi i Dave’owi towarzyszyli członkowie projektu 2XL: Lauri Pihlap, Kaido Põldma, Sergei Morgun i Indrek Soom.

## Covery utworu
Podczas słoweńskich eliminacji eurowizyjnych do 46. Konkursu Piosenki Eurowizji w 2002 prowadzące koncert, Nuša Derenda i Darja Švajger, zaprezentowały słoweńskojęzyczną wersję singla.

## Lista utworów
CD single
1. „Everybody” (Original Version) – 2:56
2. „Everybody” (Instrumental) – 2:56

CD Maxi-single
1. „Everybody” (Original Version)
2. „Everybody” (Pierre J’s Radio Mix)
3. „Everybody” (Pierre J’s Club Mix)
4. „Everybody” (Instrumental)

## Notowania na listach przebojów
| Kraj              | Lista (2001)         | Pozycja |
| ----------------- | -------------------- | ------- |
| Belgia (Flandria) | Ultratip 100 Singles | 14      |
| Belgia (Walonia)  | Ultratop 50 Singles  | 3       |
| Szwecja           | Singles Top 60       | 12      |
| Holandia          | Single Top 100       | 64      |